# Реннвег-ам-Качберг
Реннвег-ам-Качберг (нем. Rennweg am Katschberg) — коммуна (нем. Gemeinde) в Австрии, в федеральной земле Каринтия. 
Входит в состав округа Шпитталь.  Население составляет 1992 человека (на 31 декабря 2005 года). Занимает площадь 120,81 км². Официальный код  —  2 06 32.

## Политическая ситуация
Бургомистр коммуны — Франц Эдер (СДПА) по результатам выборов 2003 года.
Совет представителей коммуны (нем. Gemeinderat) состоит из 19 мест.
- СДПА занимает 9 мест.
- АНП занимает 7 мест.
- АПС занимает 3 места.